# Max Mathys
Max Mathys, auch Max Eugen Mathys (* 6. August 1933 in Bern; † 13. September 2023 in Muttenz) war ein Schweizer Grafiker, Fotograf und Kunstpädagoge.

## Leben und Werk
Max Mathys absolvierte von 1950 bis 1953 eine Flachmalerlehre. Später besuchte er an der Allgemeine Gewerbeschule Basel die Grafikfachklasse bei Armin Hofmann. Anschliessend arbeitete er von 1960 bis 1963 für die Werbeagentur Erwin Halpern in Zürich. In dieser Zeit entstanden auch seine ersten fotografischen Arbeiten. Zudem arbeitete er bis 1968 mit dem Fotografen, Grafiker und Gestalter Rolf Schröter zusammen. 1967 machte sich Mathys als freier Fotograf selbstständig und unterrichtete zusätzlich an der Kunstgewerbeschule Basel.
Max Mathys erhielt 1962, 1966 und 1967 den eidgenössischen Preis für Gestaltung sowie 1963, 1964, 1967, 1970 und 1972 den Plakat-Wettbewerb-Preis. Für sein Schaffen erhielt er 1978 und 1984 den Grossen Fotopreis der Schweiz, SBG. Im September 2021 fand eine Ausstellung seiner Fotografien in Muttenz statt.